# Thyriodictyella microsperma
Thyriodictyella microsperma är en svampart som först beskrevs av Syd. & P. Syd., och fick sitt nu gällande namn av Raffaele Ciferri 1962. Thyriodictyella microsperma ingår i släktet Thyriodictyella och familjen Micropeltidaceae.   Inga underarter finns listade i Catalogue of Life.